# Eugenio Previgliano
Eugenio Previgliano (Rosario, 22 de enero de 1958) es un poeta, narrador, agrimensor, docente y músico argentino. Coordina talleres literarios. Codirigió la Hoja mensual de poesía, sobre el fin de la última dictadura argentina. Colabora en la sección Contratapa de Rosario/12 y en diversas revistas. Trabaja en música escénica para obras de teatro tocando el piano y/o el saxo.

## Reseña biográfica
Egresó del Instituto Politécnico Superior y se recibió de Agrimensor en la Universidad Nacional de Rosario. Trabaja como agrimensor y docente investigador en Física Biológica.

## Publicaciones

### Poesía
- Alcohol para las heridas (2004)
- La cuerda (Editorial del Pasaje, Rosario, 2015)

### Narrativa
- Los territorios de Bibiana y otros lugares (Gauderio, Rosario, 1993)
- La pelea. Transcripción de los manuscritos del Comandante Rossi (Ciudad Gótica, Rosario, 2006)
- La tierra perdurable (2012)
- La Chica (2019)
- Pueblo Arroyo Bustos (2020) 4to
- La Lectura (casasgrande 2024)

## Distinciones
Ganó una mención en el Premio Felisberto Hernández en 1994 y una mención honorífica en el Alcides Greca en el 2002.
Premio Alcides Greca para obras editadas 2021.